# ビズメイツ
ビズメイツ株式会社(びずめいつ、英称：Bizmates, Inc.)は東京都千代田区に本社をおく、ビジネスパーソン向けのオンラインビジネス英会話サービスの運営を行う企業。

## 概要
ビズメイツでは、「ビジネスパーソンがグローバルに活躍できるよう支援する」ことを目的とした、オンライン英会話サービスを提供している。英語スキルを学ぶだけでなく、ビジネスで成果を上げるためのコミュニケーションスキルの習得にも重きを置いた教材やプログラムを提供しており、レッスンはスカイプを使って、すべてマンツーマン形式で行われる。レッスンは5段階のレベル(Level 1-5)と5段階のランク(Rank A-E)があり、専門のアセッサーが各個人の「スピーキング力」、「リスニング力」、「語彙力」、「文法」、「発音」、「実践力」の観点から評価し、受講生は最適なレベル、ランクの教材から段階的に習得できる。また、講師陣の採用にも力を入れており、「ティーチングスキル」、「人間性」、「コミュニケーションスキル」等の観点から、7段階の採用ステップを通過した「ビジネス経験者」のみを講師として採用し、採用後も定期的にトレーニングを行っている。

## 提供プログラム
- Bizmates Program - 受講生のレベルに合った教材を使用し、段階的に「ビジネスで成果をあげる英語」を身に着けることを目的としている[6]。
- Other Programs - 「海外出張」、「Eメールライティング」、「電話会議」等の特に身に着けたいスキルにフォーカスして習得することを目的としている[6][7]。
- Assist Lesson - 英語面接対策やプレゼンテーションの予行演習等、受講生の直近のビジネスの課題を解決するためのレッスンを受講できる[6]。
- Discovery - 様々な題材のエッセイから好みのものを選び、トレーナーと異文化ディスカッションを行うレッスン。対話を通して新たな学びや観点を得ることができる。

## 受賞・選出歴
- イード・アワード2013 英会話スクール部門 オンライン英会話サービスの部 ブランドの信頼度 部門賞受賞[8]